# Björsared
Björsared är ett bostadsområde i stadsdelsnämndsområdet Lärjedalen i nordöstra delen av Göteborgs kommun. Orten ligger söder om Lärjeån och länsväg 190. Intill Björsaråsvägens avfart från länsväg 190 ligger Tappen, en bensinmack med pizzeria och återvinningsplats. Björsaråsvägen hette tidigare Folkets-Husvägen. Björsared var mellan åren 1900-1967 en stationsort för Västgötabanan. Stationshuset flyttades 1986 till Gräfsnäs som sökte ett gammalt stationshus till sin museijärnväg som kör mellan Anten och Gräfsnäs.